# Tild
Tild (szlovákul Telince) község Szlovákiában, a Nyitrai kerületben, a Nyitrai járásban.

## Fekvése
Nyitrától 23 km-re délkeletre fekszik.

## Története

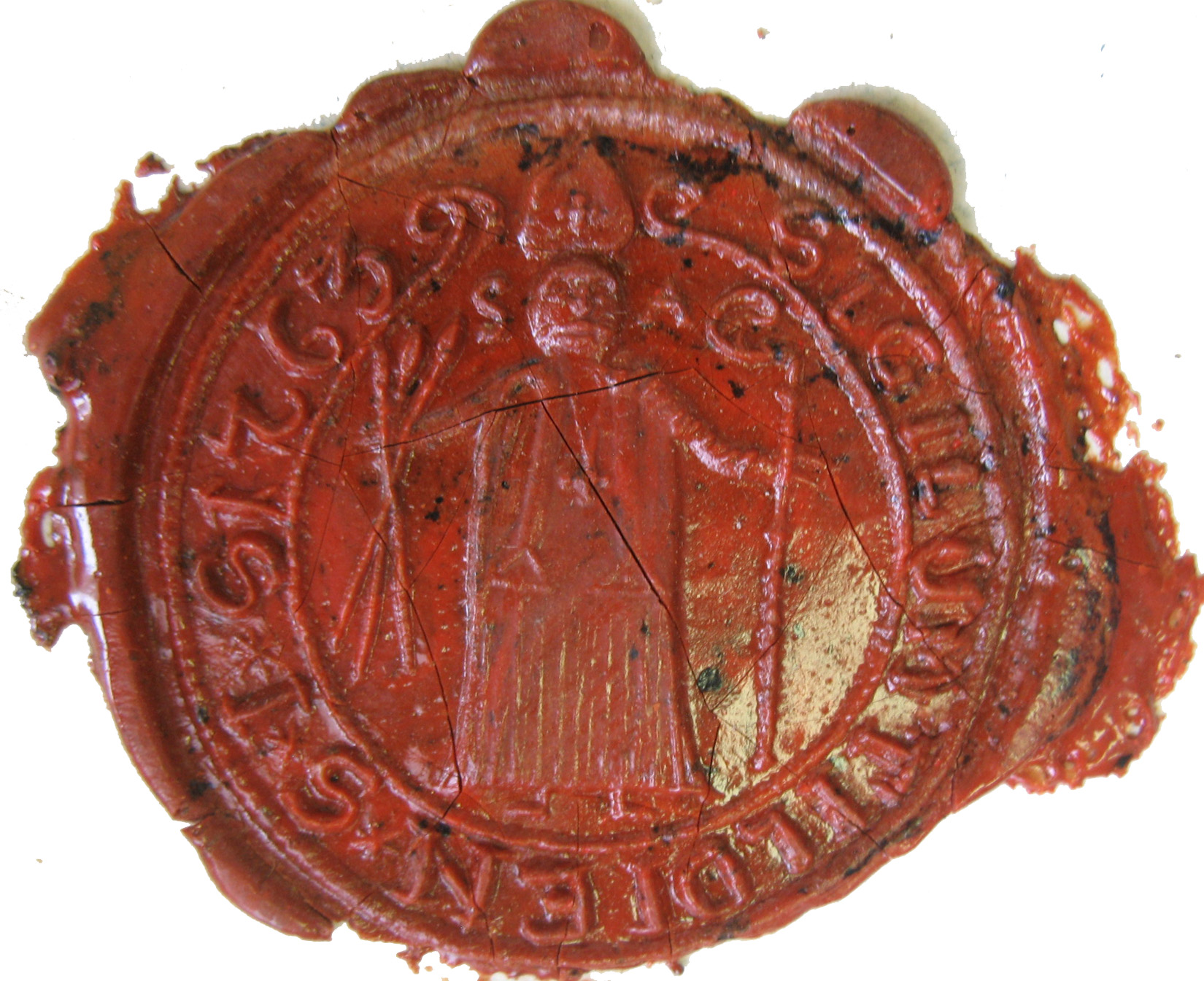
Tild pecsétje 1763-ból

A régészeti leletek tanúsága szerint területén a kőkorszakban a lengyeli kultúra települése állt, de lakott volt a római korban is.
A mai települést 1297-ben "Teld" alakban említik először. 1312-ben "Theeld, Teeld", 1319-ben Teeld, 1322-ben "Tyld" néven szerepel a korabeli forrásokban. Helyi nemesek mellett az esztergomi érsekségnek voltak birtokai itt, amely 1319-ben az egész falut megszerezte. Később a falu egy része a nagyszombati szemináriumé lett. 1311-ben Csák Máté fosztotta ki.
1569-ben 7 jobbágytelke adózott összesen 2 forint 80 dénárt Szent András ünnepnapján. Az esztergomi érsekség birtokán 1597-ben végeztek kárfelmérést. 1618-ban a török fosztotta ki a települést. 1634-ben a töröknek fizetett adót. 1534-ben 12 portája adózott. 1601-ben 45 ház állt a településen. 1614-ben a az esztergomi török pasa hódolásra szólította fel. 1715-ben malma és 34 adózója volt. 1828-ban 53 házában 358 lakos élt, akik főként mezőgazdasággal foglalkoztak.
1804-ben tűzvész pusztított a faluban.
Vályi András szerint "TILD. Magyar falu Bars Várm. földes Ura az Esztergomi Érsekség, fekszik Csiffárhoz közel, mellynek filiája; határja ollyan, mint Melléké."
Fényes Elek szerint "Tild, magyar falu, Bars vgyében, 355 kath. lak. F. u. a sz. István seminariuma. Ut. p. Verebély."
Bars vármegye monográfiája szerint "Tild, Verebély közelében fekvő magyar kisközség, 387 róm. kath. vallású lakossal. Az esztergomi érsekség ősi birtoka és a verebélyi érseki székhez tartozott. Akkoriban Téld és Tilt alakban van említve. 1311-ben Csák Máté, az érsekség többi birtokaival együtt, ezt is feldúlta. 1319-ben az esztergomi káptalannak egyik csere-oklevelében szerepel. 1618-ban Tild is a törököknek behódolt községek közé tartozott, majd a Szent István-papnevelő intézet lett az ura, de később a Kiss és az Ilosvay családot is itt találjuk. Az utóbbi család birtoka, a családi házzal együtt, Dillesz Sándor tulajdonába került, a ki gazdag régiség-gyűjteményét a vármegyének ajándékozta és ezzel a vármegyei múzeum alapját vetette meg; de házában most is igen érdekes régiség-gyűjteményt és nagybecsű könyv- és levéltárt őríz. Templom nincs a községben. Ide tartozik Tild puszta is. A falu postája Csiffár, távirója és vasúti állomása pedig Verebély."
A trianoni békeszerződésig területe Bars vármegye Verebélyi járásához tartozott. A háború után lakói kisbirtokosok, mezőgazdasági munkások voltak. 1938 és 1944 között újra Magyarország része. 1976-ban Csiffárhoz csatolták, 1990-ben különvált Csiffártól.

## Népessége
| Év:            | 1994. | 2004.    | 2014.    | 2024.    |
| -------------- | ----- | -------- | -------- | -------- |
| Emberek száma: | 280   | 319      | 396      | 437      |
| Eltérés:       |       | +13,92 % | +24,13 % | +10,35 % |

| Év:            | 2023. | 2024.   |
| -------------- | ----- | ------- |
| Emberek száma: | 434   | 437     |
| Eltérés:       |       | +0,69 % |

1880-ban 429 lakosából 425 magyar, 1 német anyanyelvű és 3 idegen volt.
1890-ben 406 lakosából 369 magyar és 27 szlovák anyanyelvű volt.
1900-ban 387 lakosából 360 magyar és 24 szlovák anyanyelvű volt.
1910-ben 442 lakosából 411 magyar, 30 szlovák és 1 német anyanyelvű volt.
1921-ben 472 lakosából 282 magyar és 160 csehszlovák volt.
1930-ban 503 lakosából 225 magyar és 246 csehszlovák volt.
1941-ben 502 lakosából 469 magyar és 33 szlovák volt.
1970-ben 466 lakosából 292 szlovák, 171 magyar és 3 cseh volt.
1976-1990 között Csiffárhoz csatolták.
1991-ben 291 lakosából 68 magyar és 218 szlovák volt.
2001-ben 277 lakosából 221 szlovák és 55 magyar volt.
2011-ben 378 lakosából 341 szlovák és 34 magyar volt.
2021-ben 420 lakosából 356 (+4) szlovák, 26 (+1) magyar, 1 egyéb és 37 ismeretlen nemzetiségű volt.

## Nevezetességei

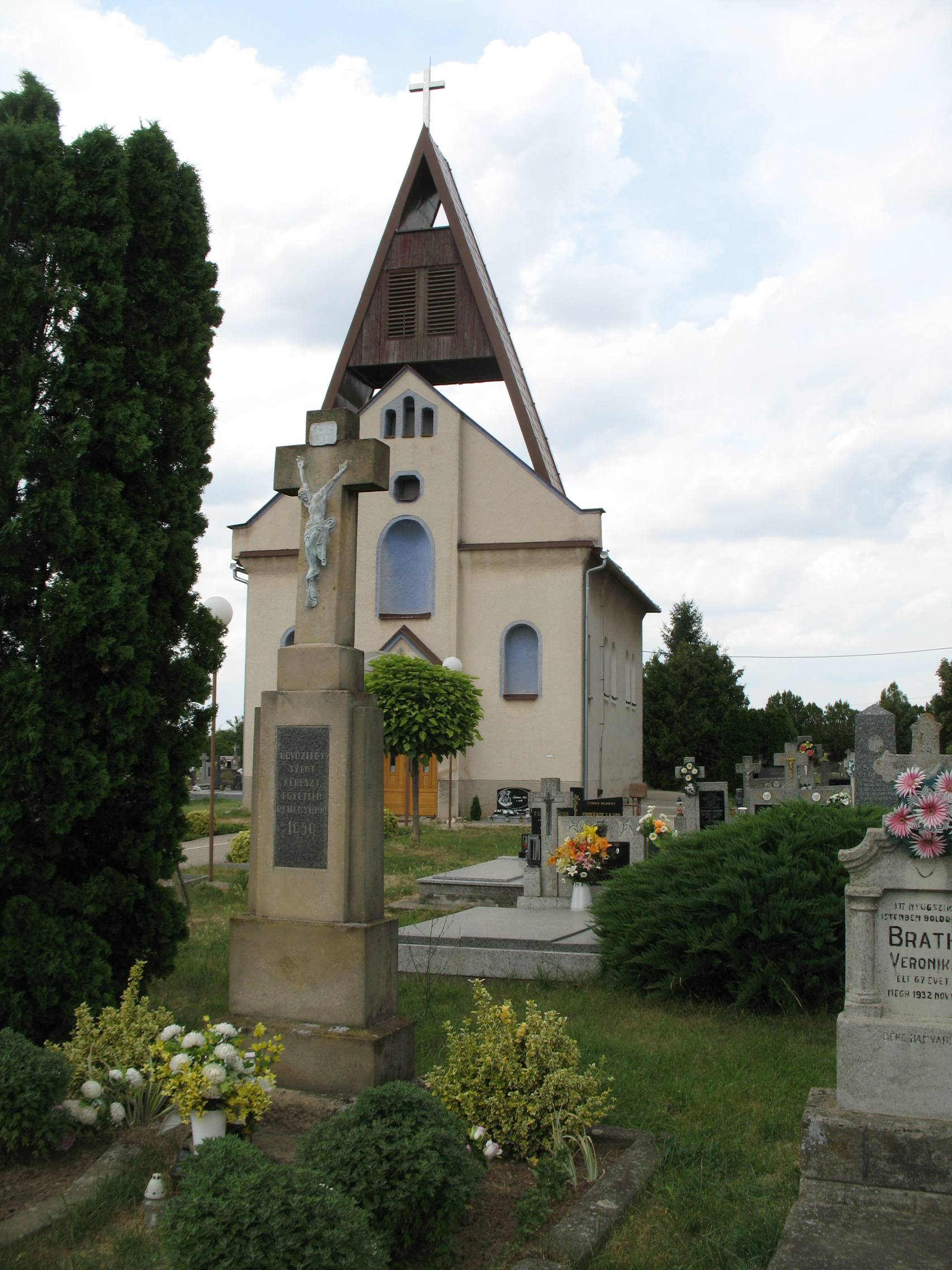
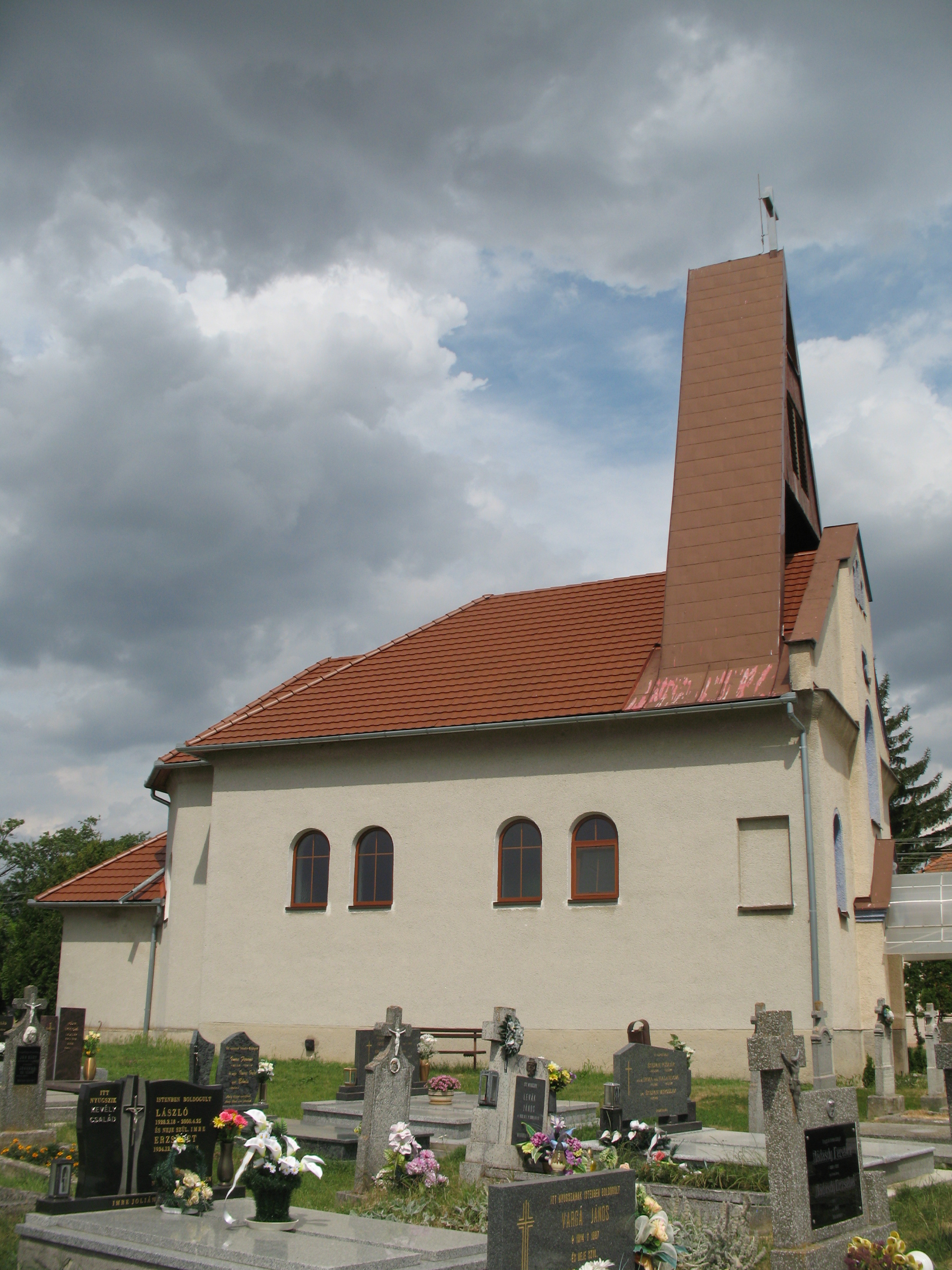
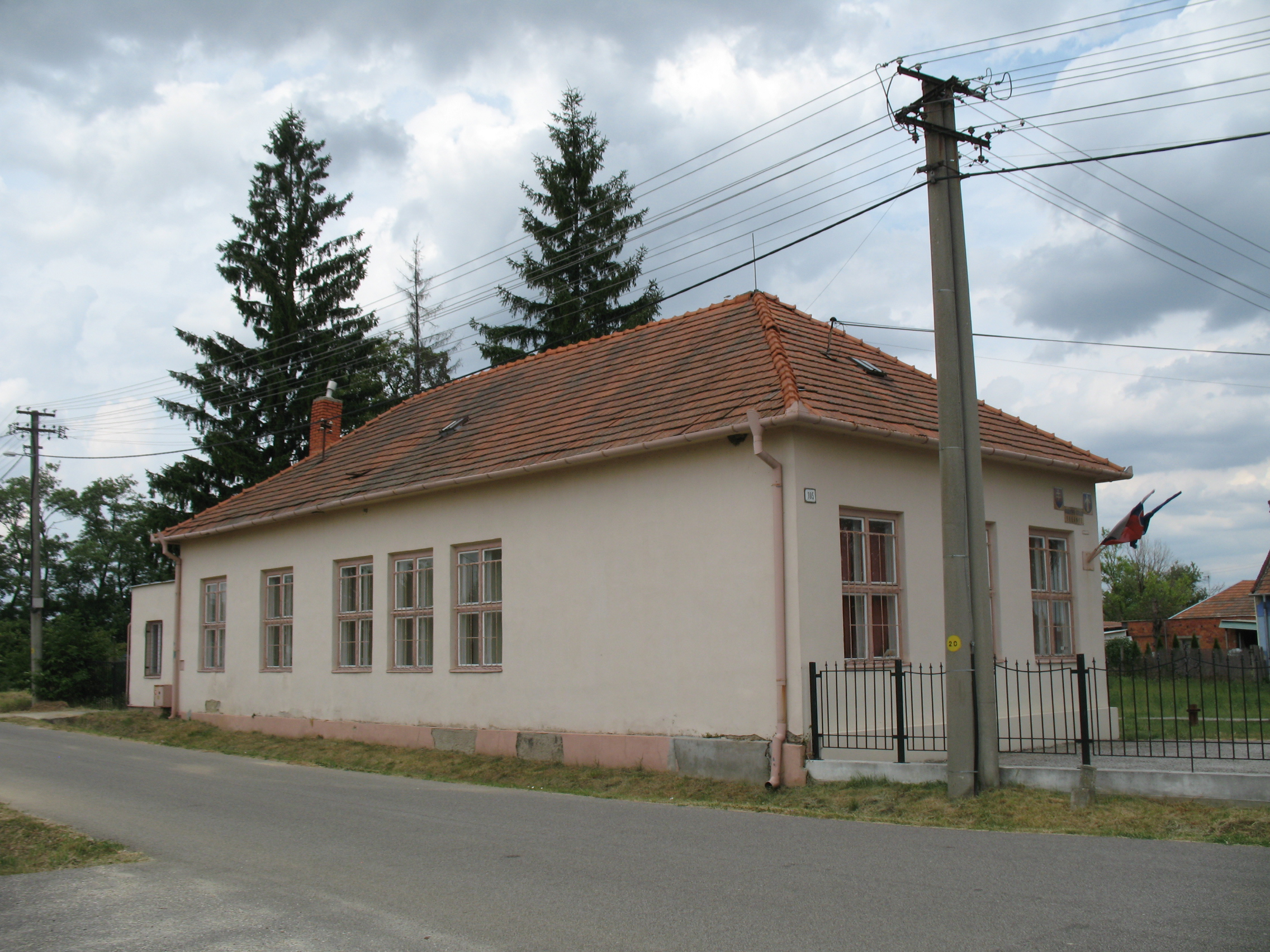
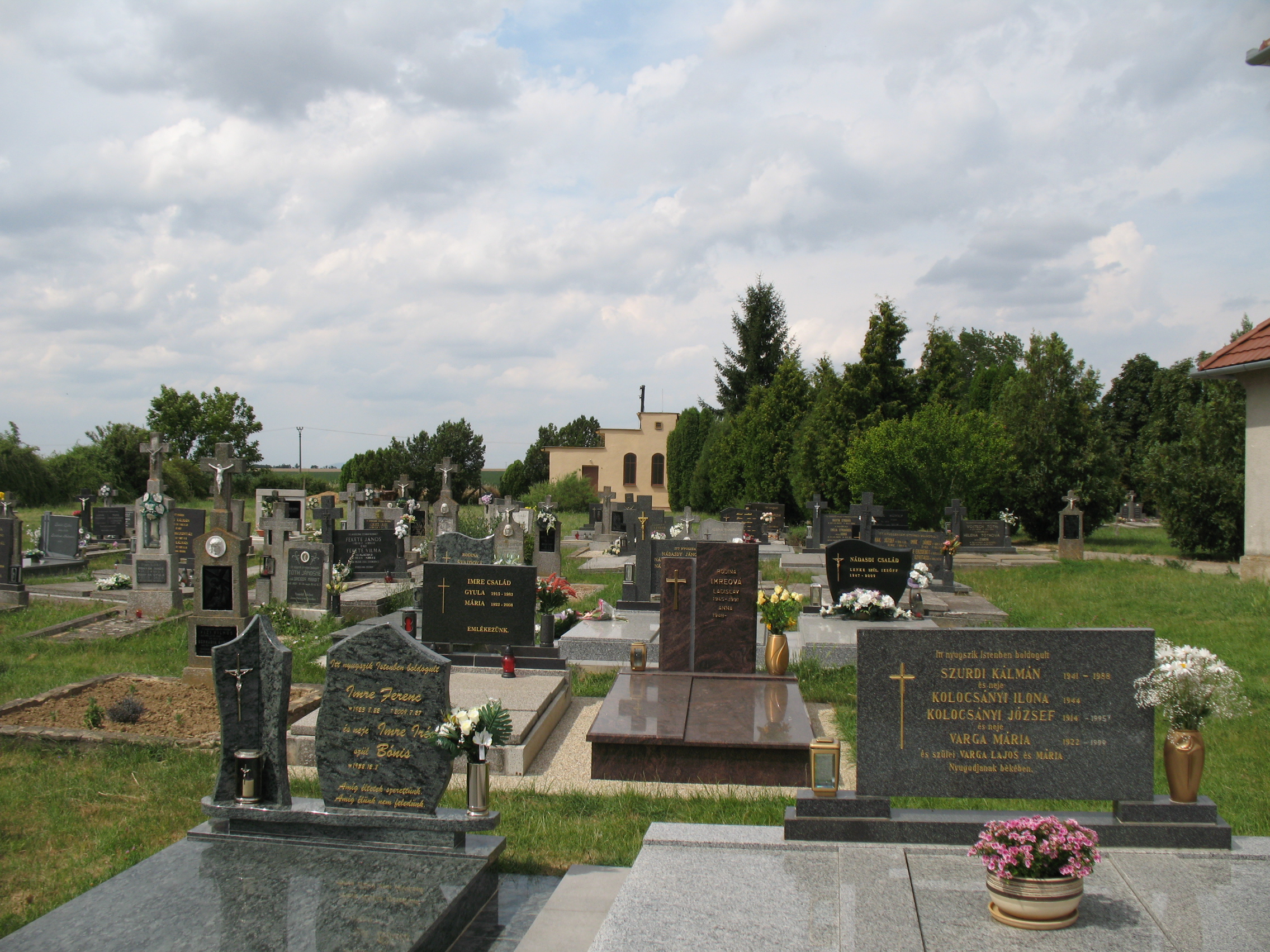
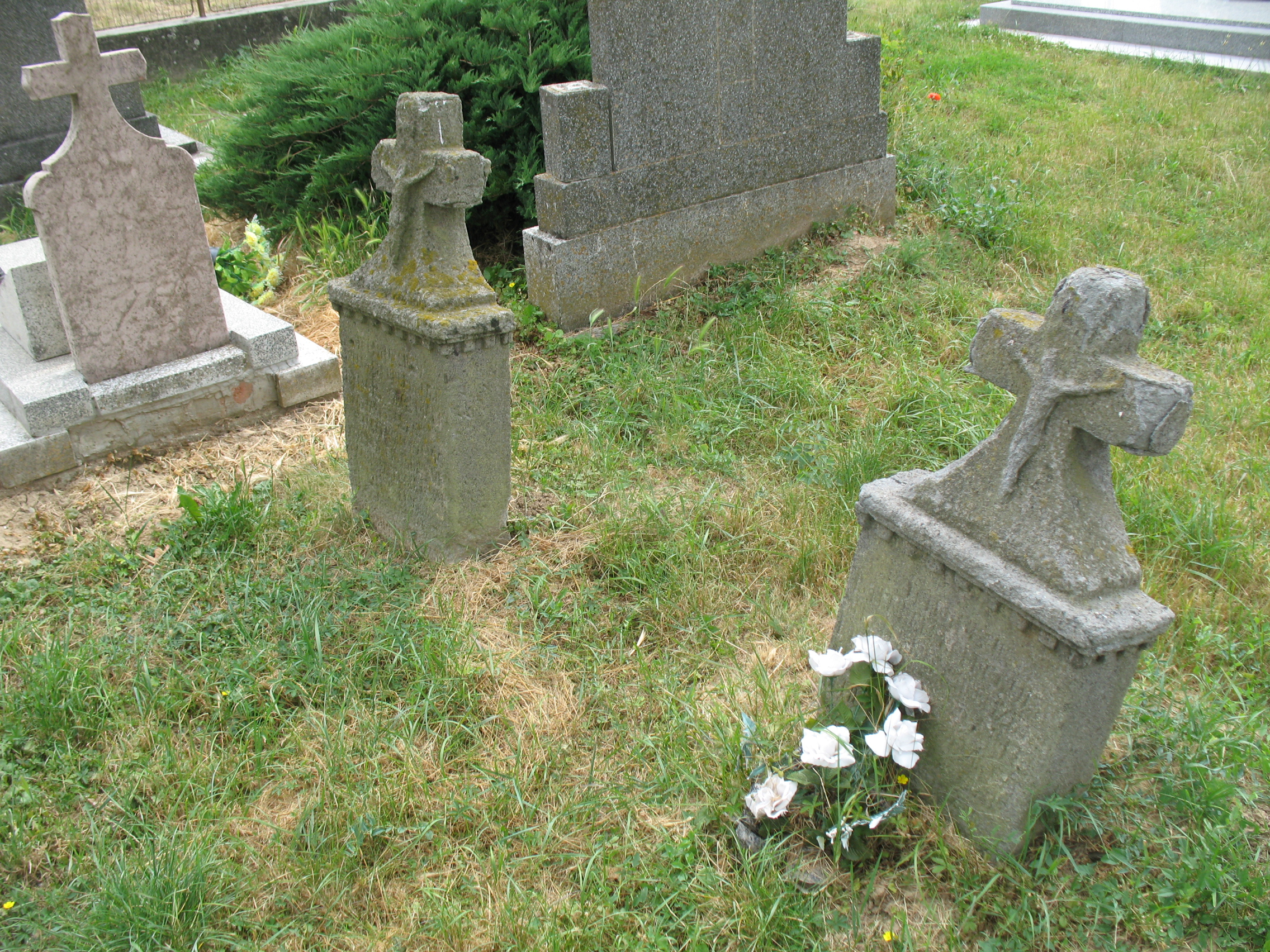
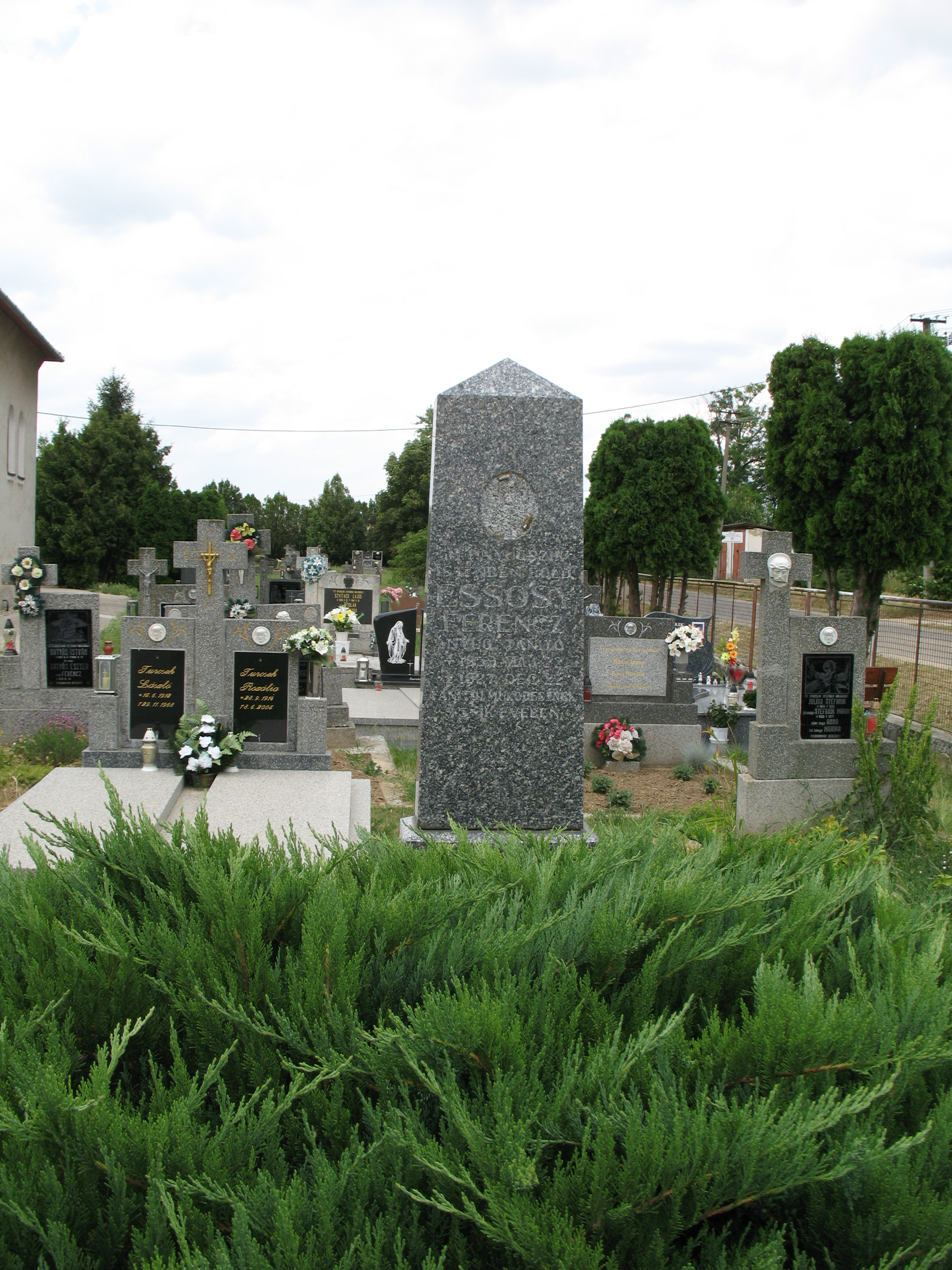

- Barokk kúriája a 18. század elején épült, a 19. század végén bővítették.

## Külső hivatkozások
- A falu honlapja
- E-obce.sk Archiválva 2008. szeptember 20-i dátummal a Wayback Machine-ben
- Községinfó[halott link]
- Tild Szlovákia térképén